# Polymixis apora
Polymixis apora là một loài bướm đêm trong họ Noctuidae.